# Kirovo-Tchepetsk
Kirovo-Tchepetsk (en russe : Кирово-Чепецк) est une ville de l'oblast de Kirov, en Russie, et le centre administratif du raïon de Kirovo-Tchepetsk. Sa population s'élevait à 75 963 habitants en 2014.

## Géographie
Kirovo-Tchepetsk est située au confluent des rivières Tcheptsa et Viatka.

## Histoire
Créée sur l'emplacement d'un village nommé Oust-Cheptsa (Усть-Чепца) existant depuis le XVe siècle, Kirovo-Tchepetsk accède au statut de commune urbaine en 1942 puis à celui de ville en 1955.
Dans les années 1950, le combinat chimique de Kirovo-Tchepetsk (usine n°752) met au point la conversion industrielle de concentrés d'uranium (yellow cake) sous forme d'hexafluorure d'uranium pour la fabrication du combustible nucléaire dans le cadre du programme nucléaire soviétique. La conversion de l'uranium est ensuite transférée sur les sites nucléaires de Tomsk-7 et de la Cité atomique d'Angarsk.

## Population
Recensements (*) ou estimations de la population :
| 1959*  | 1970*  | 1979*  | 1989*  | 2002*  |
| ------ | ------ | ------ | ------ | ------ |
| 28 726 | 50 994 | 71 498 | 92 382 | 90 303 |

| 2010*  | 2011   | 2012   | 2013   | 2014   |
| ------ | ------ | ------ | ------ | ------ |
| 80 921 | 80 853 | 78 635 | 77 166 | 75 963 |

## Économie
Les principaux employeurs sont l'industrie de l'armement (fabrication de matériaux fissiles) et un combinat chimique : la société Zavod mineralnykh oudobreni Kirovo-Tchepetskogo khimitcheskogo kombinata (en russe : Завод минеральных удобрений Кирово-Чепецкого химического комбината), fondée en 1938, fabrique des engrais minéraux, de l'acide chlorhydrique, du chlorure de calcium et d'autres produits chimiques. L'entreprise, qui fait partie du groupe UralChem (УралХим) emploie 12 500 salariés.

## Personnalités
- Ivan Byakov (1944–2009), biathlète soviétique
- Aleksandr Maltsev (1949–), ancien hockeyeur soviétique
- Vladimir Krikounov (1950–), joueur professionnel de hockey sur glace
- Vladimir Mychkine (1955–), joueur professionnel de hockey sur glace
- Yury Patrikeyev (1979–), lutteur arménien d'origine russe
- Iakov Rylov (1985–), joueur professionnel de hockey sur glace
- Evgeny Vaytsekhovsky (1986–), grimpeur
- Maksim Trouniov (1990–), joueur professionnel de hockey sur glace